# Huauchinango
Huauchinango es una ciudad perteneciente al estado de Puebla, México. Es la cabecera del municipio de Huauchinango. Desde el 25 de septiembre de 2015 ha sido reconocida por la Secretaría de turismo como pueblo mágico.

## Toponimia
La palabra 'Huauchinango' o " Cuauchinanco"  se deriva del vocablo náhuatl , proviene de la raíz "cuauitl": árbol; "chinamitli": muralla y "co": en; lo que se interpreta como “Lugar Rodeado de árboles”. En la localidad también se interpreta como "Lugar cercado de palos". Es una representación del idioma náhuatl.

## Historia
A partir de un asentamiento prehispánico llamado "Cuauchinanco", cuyo significado es “en la muralla de árboles” o “lugar cercado de bosques”. Sus primeros pobladores fueron de origen chichimeca, se establecieron entre los años 1116 y 1121, cuando Xolotl ordena a su hijo Nopaltzin buscar un lugar para establecer su propio imperio asentándose al margen del río Texcapalapa, hoy río Texcapa, el cual circunda esta población.
Dada la cantidad y calidad de los recursos naturales con que cuenta esta, a mediados del Siglo XV, los pueblos de esta región fueron sometidos por los Mexicas con lo cual el dominio chichimeca quedó reducido a tributario de la Triple Alianza. De esta época, el único vestigio palpable en Huauchinango, son los cuatro cerritos artificiales, localizados en la colonia el cerrito, así como la piedra de los sacrificios que se encuentra actualmente en la sacristía del convento agustino de la ciudad. El dominio de los mexicas se mantuvo hasta la caída de la gran Tenochtitlán en 1521.
En el año de 1527 Hernán Cortés encomendó la conquista de Cuauchinanco a don Alonso de Villanueva. Con la llegada de los españoles se efectúa una revolución del centro de la población en cuatro barrios que hasta la fecha existen:
- San Francisco: barrio de indios.

- Santiago: lugar de residencia de los primeros 333 españoles

- Santa Catarina: barrio de mestizos

- San Juan: barrio de mestizos.

En 1527, Huauchinango pasa a formar parte del arzobispado de la ciudad de México. En 1543, se constituye el convento de San Agustín, con la llegada de los frailes agustinos. El fraile Juan Bautista de Moya fue el primer encargado del convento, cuyo estilo tiende al churrigueresco. La piedra de los sacrificios se encuentra actualmente en la sacristía del convento agustino de la ciudad.
A partir de 1646 figura como alcaldía mayor de la audiencia de la ciudad de México y tenía jurisdicción hasta las costas del golfo. En 1766 se inicia la construcción de la iglesia parroquial de “el santo entierro”. En 1766 pasa a formar parte de intendencia de Puebla.
En 1616 el distrito de Huauchinango pasa a formar parte del departamento de Tulancingo.
El 17 de enero de 1661 el partido de Huauchinango es elevado a la categoría de distrito.
En 1635 se construye el primer palacio municipal con el nombre de casas nacionales.
Entre 1812 y 1821 la presencia de destacamentos insurgentes provoca una notable efervescencia de la lucha política-militar en la zona del centro de población.
El 27 de julio de 1861, Huauchiango alcanza el rango de ciudad con el congreso local le otorga dicho título con el nombre de “Huauchinango de Degollado”, en honor al mártir de la reforma, el general Santos Degollado.
Durante la época del presidente Juárez, en 1866 se construye el actual edificio del palacio municipal. Antes del Porfiriato, Huauchinango registra una época de bonanza por ser una zona de tránsito entre los puertos del golfo y la ciudad de México, por medio del comercio realizado fundamentalmente por arrieros en caminos de herradura.
Durante esta época del Porfiriato, el rostro urbano de Huauchinago sufre un cambio sustancial al realizarse una serie muy importante de obras y servicios en la ciudad.
En 1877 se instala el alumbrado público de gas en el centro de la ciudad. En 1869 se inicia la construcción del panteón municipal. En el año de 1895 se establece el servicio telegráfico. En 1943 se inaugura la carretera federal 130 México-Tuxpan.
En 1947 se construye en Catalina la oficina de la superintendencia de los oleoductos Poza Rica-Atzcapotzalco-Salamanca y el gasoducto Poza Rica-México, lo que provoca derrame económico en la región. En 1948 se establece el servicio telefónico con servicio de larga distancia.
El 26 de junio de 1949 se inaugura el centro escolar "Ing. Carlos I. Betancourt"’ en la zona oriente de la ciudad. El 16 de agosto de 1952 se construye el primer rastro municipal. El 16 de agosto de 1953 se inaugura el mercado municipal.
El 25 de septiembre de 2015 obtuvo la denominación de Pueblo Mágico por parte de la Secretaría de Turismo, debido a sus características únicas en artesanía, tradición, gastronomía, cultura y arquitectura.

## La feria de las flores
Desde 1938 anualmente se celebra la Feria de las Flores, aunque desde años anteriores se organizaban exposiciones de flores en casas particulares, que se turnaban año con año. Los festejos duran nueve días e inician En la víspera del primer domingo de cuaresma en honor al Santo Patrono de Huauchinango El Señor Jesús en su Santo Entierro.
Esta celebración ha evolucionado con el paso de los años, inicialmente fue una fiesta provinciana en la que se organizaban bailes, peleas de gallos, charreadas, desfiles de carros alegóricos, el certamen de “La India Bonita” (Xochiquetzalli), alfombras florales y procesiones con la imagen del Santo Patrono, de cada una de las colonias, barrios y algunas comunidades; Se arreglan calles, capillas desde las entradas de cada colonia  dándole la bienvenida y acompañándolo su recorrido hasta llegar de nuevo a su altar. Esto dura los nueve días de la celebración. En este marco se exhiben variedades de azaleas, plantas y flores de ornato, artesanías regionales, productos alimenticios de la región envasados artesanalmente, actúan grupos de danza moderna y de danzas tradicionales como la de “Los Acatlaxques”, "Los Abanicos", “Los Charros”, “Los Chinelos” y "Los Voladores", entre otras. También le imprimen un mayor colorido, los juegos pirotécnicos, el teatro del pueblo, los tríos y los torneos deportivos, etc. Anteriormente la Feria de las Flores se llevaba a cabo en el centro de la ciudad, donde ahora se encuentra el jardín central, allí se colocaban juegos mecánicos, y puestos de la feria, posteriormente se trasladó a lo que se le conoce hoy en día como "Recinto Ferial". Esto sucedió por el crecimiento urbano que provocó que el espacio fuera insuficiente para todos los asistentes. Ahora en su actual ubicación cuenta con suficiente espacio para la exposición floral así como las demás exposiciones de las diferentes instituciones educativas y negocios que existen en la ciudad sin faltar los trabajos de los artesanos de la región.
El [carnaval] de Huauchinango que se celebra cuatro días antes del miércoles de ceniza, que se celebra con los huehes que en nahuatl significa "viejo" que salen durante cuatro días, comparsas de cada colonia a bailar por las calles anteriormente se ocupaba música tradicional con instrumentos como la guitarra, el violín y la jarana actualmente ocupan música de banda, al igual los trajes que ocupaban era ropa que tenían en casa de mujer para asimilarla ya que en si eran hombres los que salían. Hoy en día son trajes coloridos y se realiza un desfile de todas las comparsas y finaliza el carnaval el día martes con la famosa descabezada.
Una de las ceremonias relevantes es la coronación de la [Reina de las Flores], generalmente presidida por el Gobernador del Estado, la cual ofrece la oportunidad de observar una gran expresión de la cultura regional. Esta tradición inició en 1942 con la coronación de la Señorita Laura Oropeza, presidida por el mandatario estatal en turno, C. Gonzalo Bautista Sánchez; lo cual motivó que del l° al 8 de marzo de ese año, Huauchinango fuera declarado Capital del Estado.
Actualmente en la feria de las flores podemos observar que se realizan conciertos con diversos artistas nacionales y locales, que pueden ser a su vez gratuitos en el teatro del pueblo o con algún costo en el palenque. Cabe mencionar que esta feria realizada en honor a nuestro señor en su santo entierro, esta distinguida por la variedad de orquídeas de diferentes colores y formas que adornar la urna del santo patrono del pueblo.
La feria de las flores, inicia con un baile de inauguración con artistas de renombre internacional y es ahí donde es presentada la señorita que representara a Huauchinango como reina de las flores y asistirá a eventos sociales.
También, se acostumbra sacar al santo y pasearlo por las colonias elegidas y adornadas, donde también se realiza la limpieza de pies. Por último se lleva a la feria para que bendiga los juegos y no sucedan tragedias o accidentes, para que todos puedan disfrutar de la tradicional y respetada feria de las flores de Huauchinango.

## Heráldica
"La localidad pidió al Rey de España un Escudo de Armas cuya efigie central fuera un ocelote (ocelotl), pero como allá no conocían este animal, se les concedió el escudo con el león de Castilla"[cita requerida].

El escudo de armas de la ciudad está constituido por un león rampante en oro, Blasón de Carlos V, simbolizando la fuerza, el poder y el honor y el fondo o campo es negro, cuya interpretación heráldica correcta es: "De sable cuyo único mueble es un león rampante de oro".
Las verdaderas raíces de este blasón parten de las armas que el Rey Carlos I (de España) adquirió a la postre cuando subió al trono del Sacro Imperio Romano Germánico como Carlos V el 26 de octubre de 1526 del llamado excelentísimo Ducado de Brabante región ahora perteneciente a los Países Bajos, dichas armas consistían en: "De sable y un león rampante de oro, coronado de lo mismo, lenguado y armado de gules".
El glifo representa un árbol gigante de ramaje frondoso, dividido en tres partes; que significa la vida. El pie del 
tronco se encuentra atravesado por una cenefa o tejido. Los bordes representan la tierra cultivada. De acuerdo a su significado náhuatl esta cenefa muestra un campo cultivado y una serie de cinco casas que representan una comunidad. En cada extremo de la cenefa se encuentra una mata preñada de mazorca que significa el exuberante cultivo del maíz.

## Geografía
Se encuentra localizado en el km 162 de la carretera México-Tuxpan, aproximadamente a 3 horas de la capital federal, entre los paralelos 20º 10' 51'' de latitud norte y 98º 02' 58'' de longitud oeste del Meridiano de Greenwich, situado en la parte norte del estado de Puebla, y forma parte de la sierra madre oriental, tiene una altitud de 1490 msnm.
Con abundantes ríos y arroyos que descienden de las montañas de la sierra, y con bastos mantos acuíferos que contribuyen al vaso de la presa de Necaxa forman tres vertientes hidrográficas, pero que en los últimos años se han visto afectadas en su nivel por la falta de lluvias en la región.
Su superficie es de 207 km², que representan el 0, 61 por ciento del territorio estatal.

### Orografía
La cabecera del Municipio, está situada en el km 163 de la carretera México-Tuxpan, vía pirámides, enclavada en la Sierra Norte de Puebla, y forma parte de la Sierra Madre Oriental que se extiende en la zona norte del Estado, desde Huauchinango hasta Teziutlán; limitando con la llanura costera del Golfo de México. Esta sierra se caracteriza por su escabrosidad, sus cascadas y sus profundas depresiones. Su altitud oscila entre los 1.000 y los 3.000 msnm.
El municipio presenta su mayor altitud al suroeste, con más de 2.400 msnm y va disminuyendo con rumbo a las presas de Necaxa y Tenango, hasta llegar a cerca de 1.000 msnm.
En la cabecera municipal la altitud promedio es de 1.520 msnm. Rodeada de cerros como el Cojuinalayola, Osamatepetl y el Zempoaltepetl, Zempoala o de Tlachico con 2.480 msnm, que alternan una gran variedad de relieves donde la vegetación serrana alcanza su máxima expresión. En consecuencia el desarrollo de la ciudad se presenta sobre una topografía sumamente accidentada y de gran riqueza vegetal.

### Hidrografía
La ciudad de Huauchinango se encuentra dentro de la cuenca del río cazones, que a su vez forma parte de la Región Hidrológica N.º 27 “Tuxpan-Nautla”, perteneciente a la vertiente del Golfo. De importancia para el centro de la población resultan los arroyos permanentes; el Nexcapalapa o río Necaxa, que pasa a un costado de la ciudad, de oeste a este; el río Texcapa que corre por la parte norte de la misma y el río “Chiquito” al suroeste. La hidrología del centro de la población se enriquece con los depósitos de manantiales, la geología favorable permite la filtración de aguas pluviales que dan lugar a las aguas subterráneas, a 1,5 m de profundidad, entre ellos “El Tenexac”, “El Potro” y el localizado en la antigua colonia petrolera.
El río Nexcapalapa o Necaxa nace con el nombre de Totolapa, al sur de Huauchinango; corre en medio de abruptas montañas cruzando el municipio en dirección suroeste-noroeste y se precipita hasta el fondo de profundas barrancas formando las cascadas de Salto Chico y Salto Grande, aprovechadas en la generación de energía eléctrica. A su paso por las presas de Tenango y Necaxa (la última en territorio de Juan Galindo), se alimentan con sus aguas, recoge el caudal de pequeños afluentes y corrientes como Texcapa, Chapultepec, La Malva, Hayatlaco, Dos Puentes, Xoctongo, Mazontla, Cuacuila, etc.; que bañan el municipio en todas direcciones. Posteriormente el río Necaxa continúa recorriendo la sierra, cruza el territorio veracruzano y con el nombre de Tecolutla desemboca en la barra del mismo nombre en el Golfo de México. Al norte del municipio corre el río Naupan, afluente del San Marcos, que se origina en la Sierra de Pahuatlán y con el nombre de Cazones, desemboca en el Golfo. Entre Naupan y el Necaxa, cruza el norte del municipio el río Alseseca, que al salir del mismo se oculta entre rocas y montañas.

### Clima
La situación geográfica, la diversidad de alturas y las áreas naturales le han conferido a Huauchinango una condición climatológica de las más variadas del país.
La tierra fría se ubica entre los 1.500 y 2.000 msnm y la templada entre los 700 y los 1.500 msnm.
Los climas pueden identificarse como cálido, semicálido y templado frío. En primavera el termómetro registra una temperatura de 26 °C, que en mayo alcanza los 28 °C. Al inicio del verano se establece la temporada de lluvias, donde la temperatura desciende a los 20 °C. En otoño el clima frío se agudiza y registra 10 °C, pero la época de frío más cruda inicia en noviembre y perdura hasta febrero, en esta se llegan a observar temperaturas cercanas a los 0 °C. La temperatura medial anual se sitúa en los 14 °C.

### Recursos naturales
Cuenta con bosques de pino, ocote y encino; existen criaderos de trucha en Teopancingo, Papatlazolco y carpa en las presas de Tenango y Necaxa.
| Noroeste: Naupan                      | Norte: Tlacuilotepec Xicotepec | Nordeste: Juan Galindo |
| Oeste: Estado de Hidalgo Acaxochitlán |                                | Este: Tlaola           |
| Suroeste: Ahuazotepec                 | Sur: Zacatlán                  | Sureste: Chiconcuautla |

## Principales ecosistemas

### Flora
Debido a las condiciones naturales de la región montañosa, se ha desarrollado una morfología vegetal exuberante constituida por diversas especies. Presenta predominio de zonas boscosas, principalmente especies de:
- pinos (real y blanco)
- encinos
- oyamel
- ocote
- azaleas
- come insectos

También existe el bosque mesófilo de montaña y la selva alta perennifolia; generalmente en asociaciones aisladas. Así mismo existen zonas de cultivo, siendo los principales la floricultura:
- orquídeas
- alcatraz
- noche buenas
- camelias
- hortensias
- azucenas
- pineáceas
- cactáceas
- el chile serrano
- manzana
- ciruela
- cacahuate
- maíz
- frijol
- col
- calabaza
- mora
- blue berry,
- aguacates
- cilantro
- papa
- lechugas
- papa
- mandarinas
- peras
- Entre otros

### Fauna
Se observan especies como:
- patos
- chachalaca
- paloma
- cardenales
- calandrias
- carpinteros
- clarines
- chupamirtos
- dominicos
- caimanes
- gorriones
- jilgueros
- golondrinas
- primaveras
- perdiz
- papanes
- pericos
- tuzas
- víboras
- tlacuaches
- armadillos
- mapache*
- tejón*
- zorra*
- coyote*
- marto*
- gavilán*
- tuza real*
- ardilla*
- conejo silvestre*

* Especies amenazadas en el municipio.

## Infraestructura

### Medios de comunicación
En la cabecera municipal existen los servicios de correo, telégrafo, teléfono, telefonía celular ,mensajería, internet y Telecable;  las estaciones de FM 98.9 y 97.5, y 91.7 transmiten programación desde esta ciudad. Periódicos en su mayoría ediciones semanales, portales de internet con noticias locales y regionales: trienio Noticias, radio expresión, la gaceta de la sierra, Rica Noticias, Minuto a Minuto Comunicación (Facebook), Ultra Noticias Huauchinango (Por 91.7 FM y FACEBOOK) entre otras. Actualmente las compañías celulares que proveen la región son Telcel, Movistar y AT&T.

### Vías de comunicación
La carretera Federal México - Tuxpan comunica al Altiplano Central con el Golfo de México, así como con las entidades de Puebla, Hidalgo, México y Veracruz. Hacia el norte comunica con Xicotepec de Juárez, Villa Ávila Camacho, Villa Lázaro Cárdenas, Poza Rica y Tuxpan. A la altura de la Presa de El Tejocotal se encuentra un camino de tercer orden que a través de 17 km, conduce al municipio de Naupan. Actualmente la Super Carretera (de cuota) que sale desde la Cd. de México y pasa a un costado de Huauchinango (tiene una salida), y llegar hasta Tuxpan.
Huauchinango se comunica con Puebla, cruzando el Estado de Tlaxcala a una distancia de 180.2 km misma que comunica hacia el sur con los Municipios de Zacatlán y Chignahuapan. También se han iniciado los trabajos para la súper carretera de Apizaco al Tejocotal. 	
A través de la infraestructura actual, se registra una afluencia vehicular promedio en ambos sentidos, de hasta 8,000 unidades diarias en temporada alta aproximadamente.
El resto del municipio se encuentra comunicado por medio de carreteras asfaltadas y revestidas, así como por caminos de terracería y brechas.

## Cultura

### Bibliotecas
Posee una Biblioteca Pública Regional que se encuentra en la colonia Centro Calle Mina #1, la cual lleva el nombre del “Profesor Sandalio Mejía Castelán”  #1387 Biblioteca “Hermanos Serdán” de la Colonia de La Mesita  y 7 Bibliotecas de las siguientes Comunidades de Venta Grande, Patoltecoya, Cuacuila, Huilacapixtla, Tenango de las Flores, Las Colonias de Hidalgo Y Xilocuautla las cuales cuentan con Acervo de la Dirección General de Bibliotecas.

### Artesanías
Es común encontrar blusas bordadas con puntada de relleno y tendido; en telares de cintura o de pedal se hacen fajas y faldas de enredo, también se elaboran cucharas de madera, sillas, mesas, trasteros, bancos, espátulas y rodillos. Aunado a lo anterior se diseñan arreglos con plantas de ornato, cuadros con diferentes motivos en madera tallada y productos alimenticios envasados en forma artesanal, además de que se manufactura calzado y mosaicos, entre otros.
También con la Creatividad y Arte en totomoxtle se realiza una amplia gama de flores, moños, diademas, aretes, muñequitas con el traje típico de la región y otros artículos de hoja de maíz.

### Monumentos históricos arquitectónicos

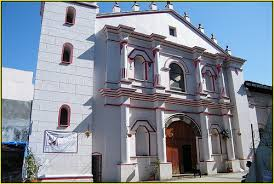
Exterior del Santuario de Nuestro Señor en su Santo Entierro

Destaca el Palacio Municipal de doble arquería, largo balcón corrido y sencilla elegancia, con los obligados portales.A una calle el conjunto conventual que data del siglo XVIl, En El Santuario de Nuestro Señor en su Santo Entierro, donde se encuentra la imagen más milagrosa de la región. Destaca el Templo de Santa María La Asunción que presume de su grandeza y proyección arquitectónica con una cúpula de 84 m de diámetro y 25 m de alto. Resulta atractivo el Mausoleo al Gral. Rafael Cravioto Pacheco, construido por Adolfo Ponzanelli en mármol de Carrara, que data de julio de 1904.

### Traje típico
En varios lugares todavía las mujeres utilizan naguas negras de lana tejida en telar de Cintura, conocidas, como "titixtle" o "enredo". Es importante saber que la dimensión del “titixtle” depende de las posibilidades económicas de la familia, en algunos casos llega a medir de 5 a 10 m. Los pliegues del “titixtle” en la parte del vientre son los días de la semana y cada día que pasa disminuye uno. Esto se complementa con la blusa de manta de escote cuadrado y bordada con figuras de flores o animales, en colores encendidos. Las solteras usan en su indumentaria el color rojo y las casadas el negro. Para sujetar las naguas se utiliza una faja ancha de color rojo. Los listones en las trenzas forman parte del colorido típico, así como los grandes aretes. Usan “quechquemetl” bordado a mano con figuras de flores, conejos, cruces, grecas, pavos, gallos, etc., siempre en colores encendidos. Esta prenda, además de ser una de las más antiguas, contiene algo de místico.
La indumentaria de los hombres es más sencilla y austera: visten calzón largo y camisola de manta, sombrero de palma, huaraches de correa y machete a la cintura. De ser el caso utilizan jorongo o cotorina de lana.

### Gastronomía
Su gastronomía es variada, iniciando por la gran variedad de antojitos típicos; los tlacoyos; los tamales en hoja de papatla; los bocoles con frijol parado; el pollo en chiltepín, encacahuatado y en hongo; terminando con el chilito macho con huevo en salsa morita; mole poblano acompañado con arroz. 
También es tradicional la barbacoa de borrego, la cecina natural, seca o en chiltepin, la carne de cerdo con verdolagas o (quelites) en salsa verde. Además se elaboran algunas conservas de frutas, atole de mora; camote; chilacayote con panela; dulce de calabaza; vino de: mora, capulín y acachul. Antojitos cómo son las quesadillas, huaraches, molotes, enchiladas, tacos dorados.

## Organización municipal
La fracción primera del artículo 115 constitucional establece:

cada municipio será administrado por un ayuntamiento autoridad elección popular directa y no habrá autoridad intermedia media entre este y el gobierno del estado.

Los ayuntamientos, como órganos de gobierno del municipio, estarán integrados por un presidente municipal, regidores y síndicos el número que prevea su ley orgánica municipal.
Actualmente el cargo de presidente municipal lo posee Gustavo Adolfo Vargas Cabrera.
Las facultades de los funcionarios son:
- Presidente municipal:
  - Posee el cargo ejecutivo del municipio.
  - Es elegido por votación popular directa.
  - Debe cumplir y hacer cumplir la ley orgánica municipal, los reglamentos y resoluciones del ayuntamiento y del cabildo.

- 11 Regidores:
  - Son las personas representantes de población.
  - Son elegidos simultáneamente al presidente municipal y al síndico.
  - Su número debe variar según la población del municipio.
  - Los regidores se eligen según el principio de representación proporcional y su función primordial es vigilar las acciones que se reabusan para el bienestar y el mejoramiento del municipio.

- 1 Sindico: 
  - Es la persona representante de los asuntos jurídicos del Ayuntamiento.

## División territorial en todo el municipio
- Ahuacatlan
- Alseseca
- Ayohuixcuautla
- Cuacuila
- Cuahueyatla
- Cuautlita
- Cuauxinca
- Cuaxicala
- Huilacapixtla
- Las Colonias de Hidalgo
- Matlaluca
- Mixuca
- Nopala
- Ozomatlan
- Papatlatla
- Papatlazolco
- Patoltecoya
- San Miguel Acuautla
- Tenango de las Flores
- Tenohuatlan
- Tepetzintla
- Tlalmaya
- Totolapa
- Venta Grande
- Xaltepec
- Xilocuautla
- Xopanapa
- Ocpaco

## Hermanamientos
- Acapulco, Mexico (2020)[9]
- Playa del Carmen, Mexico (2020)[10]